# Ricardo Cruz (futebolista)
Ricardo da Cruz Cerqueira ou Ricardo Cruz (Rio de Janeiro, 15 de agosto de 1963) é um ex-futebolista brasileiro que jogava como goleiro e atual treinador de futebol brasileiro. Atualmente, é auxiliar do Nova Iguaçu.

## Carreira
Ricardo Cruz iniciou sua carreira como goleiro no infantil do Olaria, em 1977, quando ganhou seu primeiro título de Campeão Estadual. Mais tarde, despertou o interesse do Fluminense, para onde transferiu-se em 1980. No clube, atuou pelo juvenil e juniores. Em 1983, foi promovido ao time profissional e sagrou-se Tricampeão Estadual em 1983, 1984 e 1985 e Campeão Brasileiro em 1984.
Em 1988, deixou o clube das Laranjeiras, indo para o Botafogo, onde teve importante participação no Título Estadual de 1989, quebrando um jejum do clube, que estava há 20 anos sem ganhar títulos. No ano seguinte (1990), conquistou o Bicampeonato Estadual e em 1992 o Vice-campeonato Brasileiro.
Depois, ainda como jogador profissional, jogou na Ponte Preta, voltou ao Fluminense, jogou no America e encerrou sua carreira no Olaria, por volta de 1995.
Tornou-se treinador de goleiros, iniciando também nas categorias de base do Fluminense, ganhando muitos títulos, desde mirim até juniores, chegando ao profissional onde permaneceu por pouco tempo.
Logo após sair do Flu, se encaminhou para as bases da Seleção Brasileira, trabalhando junto com o treinador Nelson Rodriguez de 2002 até 2007, nas seleções Sub-17 a Sub-20.
Em julho de 2007 recebeu uma proposta para trabalhar no mundo árabe, como treinador de goleiros do Al Nasr de Dubai, nos Emirados Árabes Unidos (2007 e 2008). Na Seleção da Arábia Saudita (2008 a 2010). No Al Nasr do Kwuait (2010 e 2011) e no Hajer Club da Arábia Saudita (2011 e 2012).
Retornou ao Brasil em 2013 para trabalhar no Santo André.
Em 2014, foi convidado pelo America-RJ para ser o preparador de goleiros. Em 2015, ainda no America, foi convidado a ser treinador interino, após a demissão inesperada de Arturzinho.Depois da conquista da Série B do Campeonato Carioca, que garantiu o acesso do clube à Elite do Futebol Carioca, foi efetivado como treinador do alvirubro.

## Títulos

### Jogador
Fluminense
- Campeonato Carioca: 1983, 1984 e 1985
- Campeonato Brasileiro: 1984

Botafogo
- Campeonato Carioca: 1989 e 1990

### Treinador
America
- Campeonato Carioca - Série A2: 2015